# Reggio Emilia
Reggio Emilia (tiếng Latin: Regium Lepidi và Regium) là một thành phố ở phía bắc Italia , trong vùng Emilia-Romagna. Thành phố này có dân số khoảng 168.885 người tại thời điểm ngày 30 tháng 6 năm 2010 và là đô thị chính của tỉnh Reggio Emilia.
Thành phố được gọi bằng tên chính thức là Reggio nell'Emilia listenⓘ. Danh xưng dân địa phương trong tiếng Ý là Reggiani.

## Người nổi tiếng từ Reggio Emilia
- Ludovico Ariosto (nhà thơ)
- Vasco Ascolini (nhiếp ảnh gia)
- Luca Baricchi (vũ công)
- Stefano Baldini (marathon)
- Benny Benassi (nhạc sĩ)
- Matteo Maria Boiardo (nhà thơ)
- Gino Bondavalli (boxing)
- Paolo Borciani (nhạc công violin)
- Ermanno Cavazzoni (nhà thơ)
- Raffaele Crovi (nhà thơ)
- Silvio D'Arzo (nhà thơ)
- Giuseppe Dossetti (nhà chính trị)
- Stanislao Farri (photographer)
- Adelmo Fornaciari (Musician, Singer)
- Sonia Ganassi (ca sĩ opera)
- Nilde Iotti (nhà chính trị)
- Luigi Magnani (nhà sưu tầm nghệ thuật)
- Loris Malaguzzi (nhà giáo dục)
- Maria Melato (diễn viên)
- Natale Prampolini (nhà chính trị)
- Romano Prodi (nhà kinh tế)
- Filippo Re (scientist)
- Serge Reggiani (diễn viên)
- Meuccio Ruini (nhà chính trị)
- Angelo Secchi (nhà khoa học)
- Lazzaro Spallanzani (nhà khoa học)
- Ferruccio Tagliavini (ca sĩ opera)
- Pier Vittorio Tondelli (nhà thơ)
- Romolo Valli (diễn viên)
- Giovanni Battista Venturi (nhà khoa học)
- Ermete Zacconi (diễn viên)
- Cesare Zavattini (nhà văn)

## CácFrazioni
Bagno, Botteghino di Sesso, Cadè-Gaida, Case Bigi, Case Manzotti-Scolari, Case Pirondi, Case Vecchie, Caseificio Laguito, Castel Baldo, Castellazzo, Castello di Pratofontana, Castello di Vialato, Chiesa di Bagno, Cella, Codemondo, Corticella, Coviolo, Baragalla, Fogliano, Gavasseto, Ghiarda, Ghiardello, Guittone d'Arezzo, Il Cantone di Marmirolo, Il Cantone di Pieve Modolena, Il Capriolo, Il Castello di Cadè, Il Chionso, Il Tondo, La Corte, La Giarola, La Valle, Madonna Caraffa, Marmirolo, Massenzatico, Mulino Canali, Palazzina, Parrocchia di Cella, Piazza di Sabbione, Quaresimo, Roncadella, Roncocesi, Sabbione, San Bartolomeo, San Felice, San Giorgio, San Rigo, Stazione Pratofontana, Villa Corbelli, Villa Curta, Zimella

## Kết nghĩa
| - Bydgoszcz, Ba Lan - Chişinău, Moldova - Cutro, Italia - Dijon, Pháp - Fort Worth in Hoa Kỳ | - Girona, Tây Ban Nha - Kragujevac in Serbia - Toluca ở México - Zadar ở Croatia - Rio Branco ở Brasil |